# Municipio de Shaws Point
El municipio de Shaws Point (en inglés: Shaws Point Township) es un municipio ubicado en el condado de Macoupin en el estado estadounidense de Illinois. En el año 2010 tenía una población de 532 habitantes y una densidad poblacional de 6,01 personas por km².

## Geografía
El municipio de Shaws Point se encuentra ubicado en las coordenadas 39°18′33″N 89°45′13″O / 39.30917, -89.75361. Según la Oficina del Censo de los Estados Unidos, el municipio tiene una superficie total de 88.47 km², de la cual 88,25 km² corresponden a tierra firme y (0,25 %) 0,22 km² es agua.

## Demografía
Según el censo de 2010, había 532 personas residiendo en el municipio de Shaws Point. La densidad de población era de 6,01 hab./km². De los 532 habitantes, el municipio de Shaws Point estaba compuesto por el 98,68 % blancos, el 0,19 % eran afroamericanos, el 0,75 % eran asiáticos, el 0,19 % eran de otras razas y el 0,19 % eran de una mezcla de razas. Del total de la población el 0,94 % eran hispanos o latinos de cualquier raza.